# 财富税
财富税，或资产税是一种对资产持有者征收的税种，包括个人资产的总价值，如现金、银行存款、房地产、保险和养老金、个人企业、金融证券和个人信托资产。通常，负债会从个人资产中扣除，因此又被称为“净资产税”。